# Manaus Futebol Clube
El Manaus Futebol Clube és un club de futbol brasiler de la ciutat de Manaus a l'estat d'Amazones.
Va ser fundat el 5 de maig de 2013.

## Palmarès
- Campionat amazonense:[3]
  - 2017, 2018, 2019, 2021, 2022, 2024
- Campionat amazonense de segona divisió:
  - 2013
- Taça Estado do Amazonas:
  - 2020
- Taça Cidade de Manaus:
  - 2017, 2018, 2019
- Taça Rio Negro:
  - 2024